# Serenate (Brahms)
Le Serenate sono opere giovanili di Johannes Brahms, scritte a Detmold.
Sono due e sono le prime composizioni orchestrali del musicista ad essere state pubblicate: la n. 1 da Breitkopf & Härtel, Lipsia, nel 1860; la n. 2 da Simrock, Bonn nello stesso anno, mentre la revisione venne pubblicata, sempre da Simrock nel 1875.

## Serenata n. 1 in re maggiore, op. 11
La prima serenata venne scritta nel 1857, inizialmente per un piccolo ensemble di nove strumenti, e adattato in seguito per orchestra. 
Venne eseguita per la prima volta, ad Amburgo, nella Konzertsaal auf dem Kamp, il 28 marzo 1859, diretta dall'autore stesso.
È contemporanea con il primo concerto per piano.

### Organico
prima versione per nove strumenti : 
1 flauto, 2clarinetti, 1fagotto, 1Corno, 1violino, 1viola, 1violoncello, 1Contrabbasso ------
Versione orchestrale:     
2 flauti, 2  oboi, 2 clarinetti, 2 fagotti, 4 corni, 2 trombe, timpani, archi.

### Struttura
È formata da sei movimenti e la sua esecuzione dura poco più di quaranta minuti.
- Allegro molto (re maggiore)
- Scherzo. Allegro non troppo (re minore). Trio: Poco più moto (si bemolle maggiore)
- Adagio non troppo (si bemolle maggiore)
- Menuetto I (sol maggiore) - Menuetto II (sol minore)
- Scherzo. Allegro (re maggiore). Trio
- Rondò. Allegro (re maggiore)

## Serenata n. 2 in la maggiore, op. 16
Venne dedicata a Clara Schumann e fu scritta nel 1859 e rivista nel 1875.
La prima esecuzione fa ad Amburgo, nella Sala della Filarmonica il 10 febbraio 1860

### Organico
Organico prima versione (1859): ottavino, 2 flauti, 2 oboi, 2 clarinetti, 2 fagotti, 4 corni, 2 trombe, timpani, archi (senza i violini)
Organico seconda versione (1875): ottavino, 2 flauti, 2 oboi, 2 clarinetti, 2 fagotti, 2 corni, archi (senza i violini)

### Struttura
È formata da cinque movimenti e la sua esecuzione dura poco meno di trenta minuti.
- Allegro moderato (la maggiore)
- Scherzo. Vivace (do maggiore). Trio (fa maggiore)
- Adagio non troppo (la minore)
- Quasi Menuetto (re maggiore). Trio (fa diesis minore)
- Rondò. Allegro (la maggiore)

## Discografia
- Brahms Serenade No.2 in A, Op. 16 ecc. - London Symphony Orchestra dir. Istevan Kertesz - DECCA
- Brahms: Serenades Gewandhausorchester Leipzig · dir. Riccardo Chailly - DECCA (2015)
- Brahms: Serenaden 1 e 2 - Gewandhausorchester Leipzig - dir. Kurt Masur (Eloquence, 2010)
- Brahms, Serenade n 1 in D major op. 11, London Symphony Orchestra dir. István Kertész - DECCA
- Brahms Edition: Orchestral Works - Berliner Philharmoniker dir. Claudio Abbado - Deutsche Grammophon (1996 - reg. 1983)
- Brahms: Serenade  No. 1 - Los Angeles Chamber Orchestra dir. Gerard Schwarz - NONESUCH
- Brahms: The Symphonies (contiene le due serenate) - Royal Concertgebouw Orchestra dir. Bernard Haitink - Universal International Music B.V. (1977)
- Schumann: Cello Concerto Op. 129 - Brahms: Serenade No. 1 - Mahler Chamber Orchestra dir. Claudio Abbado - Universal Music Italia (2006)
- Johannes Brahms- Serenade no. 1 in D major, opus 11 - Original version for nonet reconstructed by Alan Boustead - Orchestra of the Swan dir. Kenneth Wood (Registrato Live al Two Rivers Festival of Music, 2012) - Somm Recordings
- Johannes Brahms: Serenade No. 1 / Jeasn Sibelius: Valse triste / Finlandia - Dresden Philharmonic Orchestra dir. Heinz Bongartz - VEB Deutsche Schallplatten (1963)
- Brahms: Serenade Nos. 1 & 2 - Johannes Brahms · Westdeutsche Sinfonia dir. Dirk Joeres - Pickwick Group (2013)
- Johannes Brahms: Serenade And Haydn Variations - Orchestra Filarmonica Italiana dir. Alessandro Arigoni - Azzurra Music (1997)
- Brahms: Serenade No. 1 & Variations on a Theme by Haydn - Ulster Orchestra dir. Vernon Handley - Chandos (2013)
- Brahms: Serenade N. 1 & N. 2 - Scottish Chamber Orchestra dir. Sir Charles Mackerras - TELARC
- Brahms: Serenade No. 2 - Strauss: Serenade - Prague Chamber Harmony dir. Václav Smetáček
- Brahms: Serenade No. 1 in D Major - London Symphony Orchestra dir. Michael Tilson Thomas - SONY BMG (1990)
- Brahms: Haydn-Variationen - Serenade No. 1 - 3 Ungarische Tänze - Bamberg Symphony Orchestra dir. Robin Ticciati - Tudor (2011)

## Curiosità
La Serenata n. 2 op. 16 fu una delle primissime composizioni di Brahms ad essere eseguita negli Stati Uniti. Lo riferisce proprio l'autore stesso in una sua lettera del 1862 all'amico Albert Dietrich. L'esecuzione ebbe luogo nel mese di febbraio 1862, durante la stagione dei concerti della Filarmonica di New York. (Cfr. Albert Dietrich, Il giovane Brahms. Lettere e ricordi.Traduzione a cura di Marina Caracciolo. LIM, Lucca, 2018; pag. 37). 